# فليمون توماس
فليمون توماس (بالإنجليزية: Philemon Thomas)‏ (و. 1763 – 1847 م) هو سياسي من الولايات المتحدة الأمريكية. ولد في مقاطعة أورانج.
وهو عضو في الحزب الديمقراطي الأمريكي.
توفي في باتون روج، لويزيانا.